# José Figueroa y Córdoba
José (de) Figueroa y Córdoba (Madrid, 1629 - ¿1672?) poeta y dramaturgo español, hermano menor del también dramaturgo Diego Figueroa y Córdoba (1619 - ¿1673?)

## Biografía
De noble y literario origen (descendía de una rama instalada en Málaga de los Lasso de la Vega, famosa por el poeta Garcilaso) en 1649 fue admitido como Caballero de la Orden de Calatrava. Más aficionado a la poesía de circunstancias y a las academias que su hermano, fue también mejor entremesista. Con Diego compuso las comedias La dama capitán, representada en Palacio en 1661, Leoncio y Montano (imitación de La corona de Hungría de Lope de Vega), Pobreza, amor y fortuna (excelente comedia de enredo con buenos caracteres), Vencerse es mayor valor, Rendirse a la obligación y Mentir y mudarse a un tiempo (quizá su comedia más célebre, representada ante los Reyes en el Carnaval de 1658 y conocida también como El mentiroso en la Corte, que revisa La verdad sospechosa de Juan Ruiz de Alarcón con más desenfado y menos moral). Con Juan de Matos Fragoso escribieron los hermanos La más heroica fineza y fortunas de Isabela, representada en 1668. Se le deben también los entremeses La tranca y El día de compadres, aunque debió escribir bastantes más, a juzgar por los elogios que le tributó Francisco de Avellaneda, quien, en un vejamen, escribió que «Don José de Figueroa es el más
florido de España […] ¿quién le puede negar la gracia de las flores? Sus sainetes son de
Santa Cruz y sus comedias de Aranjuez, por ser todas de placer».
En cuanto a su poesía de circunstancias, en 1652 participó con un soneto en la Corona fúnebre en memoria de Martín Suárez de Alarcón, joven fallecido en una asalto de la ciudad de Barcelona contra los franceses. En 1654 participó con su hermano en la Academia poética presidida por Melchor de Fonseca y Almeida, quien publicó algunas de sus obras entre las de los demás asistentes en Jardín de Apolo; son dos "cedulillas" y algunas coplas de pie quebrado. En 1658 también hizo versos para una justa poética organizada por la Universidad de Alcalá de Henares en honor del nacimiento del príncipe Felipe Próspero. Hubo otro certamen en 1660 en el convento de la Victoria de Madrid para festejar la colocación de la famosa imagen de Nuestra Señora de la Soledad, obra de Gaspar Becerra, en la nueva capilla. Su hermano Diego obtuvo el primer premio con una glosa y él participó también. Por último, en 1672, en ocasión del festejo por la canonización de San Francisco de Borja, el Colegio Imperial de la Compañía de Jesús de Madrid organizó un certamen poético en que también tomó parte José con unas quintillas «premiadas supernumerariamente» de estilo «verdaderamente jocoso y aun familiar».